# Font del Llop
La Font del Llop és una font del poble de Serradell, de l'antic terme de Toralla i Serradell, pertanyent a l'actual municipi de Conca de Dalt, al Pallars Jussà.
Està situada a 1.025 m d'altitud a la banda occidental de l'Obac de Serradell, a la dreta del barranc de Pla Mià, al vessant septentrional de la Serra de Sant Salvador.